# Pacific Islands Rugby Alliance
Le Pacific Islands Rugby Alliance (PIRA) a été fondée en 2002 sur la base d'une coopération entre les fédérations nationales de rugby à XV des Fiji, des Samoa et des Tonga. Les fédérations de Niue (en) et des Îles Cook (en) sont également membres de l'alliance, mais ses joueurs ne participent ni au Tri-nations du Pacifique, ni à la sélection des Pacific Islanders.
Les Samoa quittèrent l'Alliance en juillet 2009,.